# Грчка на Песми Евровизије
Грчка учествује на такмичењу за Песму Евровизије од 1974. године и дебитантског наступа који је за ову земљу уписала једна од у то доба најпознатијих грчких певачица Киријаки Пападопуло (алијас Маринела). Од тада нису учествовали свега 6 пута 1975, 1982, 1984, 1986, 1999. и 2000. године. Носилац права за избор представника Грчке на овом такмичењу је национална Радио-телевизија Грчке (грч. Ελληνική Ραδιοφωνία Τηλεόραση; ЕРТ)
Прву и једину победу у досадашња 34. наступа Грчкој је донела Елена Папаризу на такмичењу у Кијеву 2005. године са песмом My Number One (мој број један), што је Грчкој донело домаћинство на Песми Евровизије 2006. у Атини. Поред једне победе, грчки представници су још три пута остварили пласман на треће место (група Антик 2001, Сакис 2004. и Каломира 2008), односно још 12 пласмана међу првих десет.

## Историја
Грчка је дебитовала на такмичењу 1974. године у Брајтону 11-им местом (од 17 учесника) Киријаки Пападопуло са свега 17 бодова мање од те године неприкосновене шведске поп атракције групе АББА. Због инвазије Турске на Кипар 1974. и дебитантског наступа те земље наредне године, Грчка је бојкотовала Песму Евровизије 1975. године.
Године 1982. Грчка делегација је дисквалификована са такмичења након што је откривено да је изабрани представник Темис Адамантидис отпевао песму која је раније била изведена (а што се противило правилима ЕБУ). У питању је била обрада традиционалне песме Сарантапенте копелис (грч. Σαρανταπέντε Κοπελιές). Грчка је кажњена новчано и већ наредне године се вратила на такмичење. Незадовољна приспелим композицијама за национални избор 1984. ЕРТ је одлучила да се повуче са такмичења те године.
Грчка се поново враћа на такмичење 1985, али већ следеће године ЕРТ поново доноси неочекивану одлуку и повлачи већ изабрану представнциу са такмичења у норвешком Бергену. Спекулисало се да је одлука донета из политичких разлога, јер се финале одржавало на Велику Суботу
Грчка се поново враћа на такмичење 1987. и од тада редовно учествује све до такмичења 1999. када је изгубила право учешћа због серије лоших резултата у последњих пет година, а због финансијских проблема ЕРТ је одустао и од такмичења 2000. године.
На прву победу на такмичењу Грчка је чекала пуну 31 годину. Те 2005. године у Кијеву Елена Папаризу је певала My Number One и захваљујући одличној комбинацији музике и сценског наступа убедљиво тријумфовала са укупно 230 поена, што је убедљиви рекорд у броју освојених поена када је ова земља у питању. Еленин наступ је чак десет пута оцењен максималним бројем бодова (12). Песма је постигла велики успех након саме Евровизије, посебно широм Европе, а Елена је успела и да се пласира на Билбордову топ листу у САД.
На свечаном гала концерту одржаном у Копенхагену 2005, а поводом 50 година постојања Песме Евровизије, Еленина песма је проглашена четвртом најбољом песмом свих времена на том такмичењу, одмах после неприкосновених хитова  групе АББА,  Џонија Логана и песме Nel blu dipinto di blu легендарног Доменика Модуња.
Поред једног гран прија, грчки представници су три пута такмичење завршавали на трећем месту. Дует Антик (чији део је такође била Елена Папаризу) са песмом Die for You 2001. године, Сакис Рувас са песмом Shake It 2004. и Каломира са песмом Secret Combination 2008. у Београду.
Најлошији пласман у историји за Грчку остварила је група Таласа 1998. године чија песма Mia Krifi Evesthisia (грч. Μια κρυφή ευαισθησία) такмичење у Бирмингему завршава на 20. месту са свега 12 освојених бодова (и то свих 12 је добила од Кипра).
Захваљујући Елениној победи 2005, Грчка је била домаћин такмичења за Песму Евровизије 2006. године. Такмичење се одржало у Атини у ОАКА арени, а водитељи су били Сакис Рувас и Марија Меноунос. Земљу домаћина представљала је искусна Ана Виси која је са песмом Everything заузела помало разочаравајуће 9. место у финалу, иако је по медијима сврставана међу главне фаворите те године.
Од 2000. године ЕРТ успева да на такмичење шаље позната и успешна музичка имена што као резултат има одличне пласмане, углавном међу десет најбољих.
Грчка се убраја међу најуспешније евровизијске земље по резултатима након увођења полуфиналних такмичења 2004. године, и њени представници су од тада сваке године такмичење завршавали међу десет најбољих. Једино је Елефтерија Елефтерију на такмичењу 2012. у Бакуу са песмом Aphrodisiac такмичење завршила на скромном 17. месту. Занимљиво је да би према гласовима искључиво публике Елефтерија такмичење завршила на 9. месту са 89 поена (уместо 64 бода). Након тога Грчка је само још једном завршила у топ 10 у финалу и то 2013. године на 6. месту. 2014. и 2015. године су завршили на ниском 20. (што је био најгори резултат заједно са 1998. до 2016. године) одн. 19. месту, да би 2016. године по први пут такмичење завршили у полуфиналу.

## Досадашњи резултати
| Година    | Извођач                           | Песма                                            | Финале            | Поени             | Полуфинале       | Поени            |                  |
| --------- | --------------------------------- | ------------------------------------------------ | ----------------- | ----------------- | ---------------- | ---------------- | ---------------- |
| 1974      | Маринела                          | " (Κρασί, θάλασσα και τ' αγόρι μου)              | 11.               | 7                 |                  |                  |                  |
| 1975      | Није учествовала                  | Није учествовала                                 | Није учествовала  | Није учествовала  | Није учествовала | Није учествовала | Није учествовала |
| 1976      | Марица Кох                        | (Παναγιά μου, Παναγιά μου)                       | 13.               | 20                |                  |                  |                  |
| 1977      | Паскалис, Маријана, Роберт & Беси | (Μάθημα σολφέζ)                                  | 5.                | 92                |                  |                  |                  |
| 1978      | Танија Цанаклиду                  | (Τσάρλυ Τσάπλι)                                  | 8.                | 66                |                  |                  |                  |
| 1979      | Елпида                            | (Σωκράτης)                                       | 8.                | 69                |                  |                  |                  |
| 1980      | Ана Виси                          | (Ωτοστόπ)                                        | 13.               | 30                |                  |                  |                  |
| 1981      | Јанис Димитрас                    | (Φεγγάρι καλοκαιρινό)                            | 8.                | 55                |                  |                  |                  |
| 1982      | Темис Адамантидис                 | "Sarantapente kopelies"                          | Одустали су       | Одустали су       |                  |                  |                  |
| 1983      | Кристи Стасинопуло                | (Μου λες)                                        | 14.               | 32                |                  |                  |                  |
| 1984      | Није учествовала                  | Није учествовала                                 | Није учествовала  | Није учествовала  | Није учествовала | Није учествовала | Није учествовала |
| 1985      | Такис Бинијарис                   | (Μοιάζουμε)                                      | 16.               | 15                |                  |                  |                  |
| 1986      | Полина                            | "Wagon-lit"                                      | Одустали су       | Одустали су       |                  |                  |                  |
| 1987      | Група Банг                        | (Στοπ)                                           | 10.               | 64                |                  |                  |                  |
| 1988      | Афродити Фрида                    |                                                  | 17.               | 10                |                  |                  |                  |
| 1989      | Маријана Ефстратију               | (Το δικό σου αστέρι)                             | 9.                | 56                |                  |                  |                  |
| 1990      | Христос Калов & група Wave        | (Χωρίς σκοπό)                                    | 19.               | 11                |                  |                  |                  |
| 1991      | Софија Восу                       | (Η άνοιξη)                                       | 13.               | 36                |                  |                  |                  |
| 1992      | Клеопатра Пантази                 | (Όλου του κόσμου η ελπίδα)                       | 5.                | 94                |                  |                  |                  |
| 1993      | Катерина Гарби                    | Ellada, Chora Tou Fotos (Ελλάδα, χώρα του φωτός) | 9.                | 64                |                  |                  |                  |
| 1994      | Костас Бигалис                    | (Το τρεχαντήρι)                                  | 14.               | 44                |                  |                  |                  |
| 1995      | Елина Констатопуло                | Pia Prosefhi (Ποια προσευχή)                     | 12.               | 68                |                  |                  |                  |
| 1996      | Маријана Ефстратију               | (Εμείς φοράμε το χειμώνα ανοιξιάτικα)            | 14.               | 36                | 12               | 45               |                  |
| 1997      | Маријана Зорба                    | Horepse                                          | 12.               | 39                |                  |                  |                  |
| 1998      | Таласа                            | (Μια κρυφή ευαισθησία)                           | 20.               | 12                |                  |                  |                  |
| 1999–2000 | Није учествовала                  | Није учествовала                                 | Није учествовала  | Није учествовала  | Није учествовала | Није учествовала | Није учествовала |
| 2001      | Antique                           | (I Would) Die for You                            | 3.                | 147               |                  |                  |                  |
| 2002      | Михалис Ракинцис                  |                                                  | 17.               | 27                |                  |                  |                  |
| 2003      | Мандо                             |                                                  | 17.               | 25                |                  |                  |                  |
| 2004      | Сакис Рувас                       |                                                  | 3.                | 252               | 3.               | 238              |                  |
| 2005      | Елена Папаризу                    |                                                  | 1.                | 230               | Топ 12 из 2004.  | Топ 12 из 2004.  |                  |
| 2006      | Ана Виси                          | Everything                                       | 9.                | 128               | Земља домаћин    | Земља домаћин    |                  |
| 2007      | Сарбел                            | (Γεια σου Μαρία)                                 | 7.                | 139               | Топ 10 из 2006.  | Топ 10 из 2006.  |                  |
| 2008      | Каломира                          | Secret Combination                               | 3.                | 218               | 1.               | 156              |                  |
| 2009      | Сакис Рувас                       | This Is Our Night                                | 7.                | 120               | 4.               | 110              |                  |
| 2010      | Јоргос Алкајос & пријатељи        | OPA! (ΩΠΑ!)                                      | 8.                | 140               | 2.               | 133              |                  |
| 2011      | Лукас Јоркас фт. Стерео Мајк      |                                                  | 7.                | 120               | 1.               | 133              |                  |
| 2012      | Елефтерија Елефтерију             |                                                  | 17.               | 64                | 4.               | 116              |                  |
| 2013      | Коза мостра ft. Агатонас Јаковидис  |                                                  | 6.                | 152               | 2.               | 121              |                  |
| 2014      | Freaky Fortune ft. RiskyKidd        |                                                  | 20.               | 35                | 7.               | 74               |                  |
| 2015      | Марија Елена Киријаку             |                                                  | 19                | 23                | 6                | 81               |                  |
| 2016      | Арго                              |                                                  | Нису се пласирали | Нису се пласирали | 16               | 44               |                  |
| 2017      | Деми                              |                                                  | 19                | 77                | 10               | 115              |                  |
| 2018      | Јана Терзи                        | (Όνειρο Μου)                                     | Нису се пласирали | Нису се пласирали | 14               | 81               |                  |
| 2019      | Катерина Дуска                    |                                                  | 21                | 74                | 5                | 185              |                  |
| 2020      | Стефанија                         |                                                  | Отказано          | Отказано          | Отказано         | Отказано         |                  |
| 2021      | Стефанија                         |                                                  | 10                | 170               | 6                | 184              |                  |
| 2022      | Аманда Георгијади Тенфјорд        |                                                  | 8                 | 215               | 3                | 211              |                  |
| 2023      | Виктор Верникос                   |                                                  | Нису се пласирали | Нису се пласирали | 13.              | 14               |                  |
| 2024      | Марина Сати                       | Zari                                             | 11.               | 126               | 5.               | 86               |                  |
| 2025      | Клавдија                          | Asteromáta                                       | 6.                | 231               | 4.               | 112              |                  |

## Организовање Песме Евровизије
| Година | Град  | Место одржавања | Водитељ(и)                    |
| ------ | ----- | --------------- | ----------------------------- |
| 2006   | Атина | Олимпијска хала | Марија Меноунос и Сакис Рувас |

## Историја гласања (1976–2012)
Грчка је највише поена доделила следећим земљама:
| #  | Држава               | Бодова |
| -- | -------------------- | ------ |
| 1. | Кипар                | 295    |
| 2. | Шпанија              | 148    |
| 3. | Француска            | 126    |
| 4. | Албанија             | 124    |
| 5. | Уједињено Краљевство | 84     |

Грчка је највише поена добила од следећих земаља:
| #  | Држава   | Бодова |
| -- | -------- | ------ |
| 1. | Кипар    | 280    |
| 2. | Албанија | 149    |
| 3. | Шпанија  | 125    |
| 4. | Румунија | 99     |
| 5. | Бугарска | 98     |

Рачунају се само бодови из финала.

## Награде и признања
Награда новинара Марсел Безансон
| Год.  | Песма          | Извођач       | Фин. | Бод. | Град домаћин |
| ----- | -------------- | ------------- | ---- | ---- | ------------ |
| 2005. | Елена Папаризу | My Number One | 1.   | 230  | Кијев        |